# Фактор загального інтелекту
Фактор загального інтелекту (англ. general factor, g factor) є поширеним, але суперечливим конструктом, який використовується в психології для виявлення спільного в різних тестах інтелекту. Словосполучення «теорія g» має справу з гіпотезою і одержаними з неї результатами про біологічну природу g, постійністю / піддатливістю, доречністю його застосування в реальному житті й іншими дослідженнями.

## Історія фактора g
Чарльз Едвард Спірмен, один з перших дослідників в області психометрії, виявив, що оцінки школярів серед імовірно не пов'язаних випробовуваних мали позитивну кореляцію між собою, і з'ясував, що ці кореляції відображають вплив переважаючого фактору, який він позначив, як g, фактор загального інтелекту. Він розробив модель, де всі відмінності в результатах тестів інтелекту можна пояснити двома факторами.
- Перший фактор є специфічним для індивідуальних інтелектуальних завдань — це індивідуальні особливості, які дозволяють людині виконувати одне завдання на інтелект краще іншого.
- Другий — це g, фактор загального інтелекту, що відповідає за успішність виконання інтелектуальних завдань в цілому.

Однак, теорія Спірмена показала себе занадто простою, оскільки ігнорувала вплив групових факторів (просторова пам'ять, візуалізація, вербальні здібності), які також можуть бути виявлені за допомогою факторного аналізу.
Накопичення інформації, одержаної з інтелектуальних тестів, і більш сучасні техніки аналізу зберегли центральну роль g і привели дослідників до сучасної теорії фактора g. Ієрархія факторів з g на найбільш високому рівні і груповими факторами на більш низьких рівнях в даний час є найбільш поширеною моделлю розумових здібностей. Також було запропоновано й інші моделі, навколо яких розгорілися палкі суперечки щодо g і альтернативних теорій інтелекту.

## Тести інтелекту і чинник g
Дані, одержані в результаті спостережень за тим, що підраховують всі інтелектуальні тести, за виділенням основ фактора g, позитивно корелюють між собою. Фактор g може бути одержаний як основний фактор з результатів інтелектуальних тестів за допомогою аналізу основних компонентів або факторного аналізу.
Відношення між фактором g й інтелектуальними тестами можна пояснити на наступному прикладі. Існують об'єкти, що змінюються в розмірах, такі як, наприклад, людське тіло. Жоден конкретний вимір людського тіла не дає чіткого уявлення про його розмір. Навпаки, може бути зроблено багато різних вимірів, подібних тим, які робить кравець. Всі ці виміри будуть мати позитивну кореляцію між собою і якщо кожний з них зробить свій внесок у загальний результат, одержане ціле дасть точніший опис розміру індивіда, ніж кожний конкретний вимір. Це дозволяє застосувати метод факторного аналізу. Цей процес схожий на знаходження середнього із суми вимірів конкретної змінної, але замість розміру тут виступає сумарний вимір зразків змінної. Звичайно, різниця в розмірах не повною мірою дає звіт за всі відмінності людського тіла. Техніки факторного аналізу не обмежені у продукуванні єдиного чинника.
Так, проводячи аналіз людського тіла, можна, наприклад, виділити два основні чинники: зріст та обхват. Однак, результати тестів пізнавальних здібностей фактично продукують первинний переважний чинник g.
Тести пізнавальних здібностей валідні настільки, наскільки вони вимірюють фактор g. Якщо показники виконання завдання, виражені кількісно високо корелюють з фактором g, таке завдання вважається пов'язаним з g. Творці тестів IQ, метою яких взагалі є створення надійних і валідних тестів, таким чином намагаються зробити свої тести пов'язаними з g, настільки наскільки це можливо. Історично, під цим мали на увазі зниження впливу групових факторів за допомогою використання якомога більш різноманітних задач на інтелект. Однак, такі тести, як матриці Равенна вважаються найбільш пов'язаними з фактором g, хоча і складені з досить одноманітних задач.
Тести елементарних пізнавальних здібностей також сильно корелюють з фактором g. Вони, як і припускає їхня назва, є простими завданнями, які вочевидь, вимагають незначних розумових зусиль, але при цьому досить сильно корелюють з найбільш всебічними інтелектуальними тестами.
Визначення, якого кольору лампочка: блакитного або червоного, або ж визначення того, скільки квадратів намальовано на екрані: 5 або 4 — це типові приклади таких тестів. Відповіді на такі питання зазвичай надаються за допомогою найбільш швидкого натискання на потрібну кнопку. Часто на додаток до двох кнопок, призначених для варіантів відповіді, додається третя кнопка, створена для очікування початку тесту. Коли стимул пред'являється випробуваному, він переносить руку з кнопки старту на кнопку правильної відповіді. Це дозволяє експериментатору визначити, скільки часу було витрачено на роздумування над відповіддю на питання (час реакції, який вимірюється в долях секунди) і скільки часу було витрачено на фізичний рух руки до правильної кнопки (час руху). Час реакції сильно корелює з фактором g, в той час як час руху менш сильно. Використання тестів елементарних пізнавальних здібностей дозволило провести кількісну оцінку гіпотези, що стосується тестових забобонів, мотивації того, хто проходить випробування і групових відмінностей. Ці тести, які мають як перевагу свою простоту, забезпечують зв'язок між класичними тестуваннями інтелекту і біологічними доказами, такими як дослідження МРТ.

## Біологічні та генетичні кореляти фактора g
Фактор g має велику кількість біологічних корелятів.
До сильних корелятів відносяться
1. маса префронтальних часток головного мозку
2. загальна маса головного мозку
3. рівень метаболізму глюкози в головному мозку

Фактор g корелює не так сильно, але все ж значимо із загальним розміром людського тіла. Існує суперечлива інформація щодо кореляції між фактором g і швидкістю проведення нервових імпульсів в периферичній нервовій системі, одні дослідження вказують на значні позитивні кореляції, інші говорять про відсутність кореляції або ж навіть про негативні кореляції.
Сучасні дослідження припускають, що в широкому сенсі спадковість фактора g знаходиться в проміжку між 0,5 і 0,8, а його спадковість у вузькому сенсі становить приблизно 0,3, хоча причини цього досі невідомі. Спадковість більшості результатів тестів таким чином приписується фактору g.
Тривалий час вважалося, що розмір головного мозку корелює з фактором g (Jensen, 1998). Недавні дослідження MRI на близнюках (Томпсон та ін, 2001) показали, що кількість сірої речовини у фронтальній корі високо значимо корелює з фактором g і є високо успадкованими. Подібні дослідження вказують, що кореляція між розміром головного мозку (припускаючи, що його спадковість становить 0,85) і фактором g 0,4; а також звертають увагу на те, що ця кореляція опосередкована генетичними факторами (Posthuma et al., 2002). Фактор g спостерігаємо як у мишей, так і у людей (Matzel et al., 2003). Фактор g можливо є обмеженим обсягом короткочасної пам'яті. Розумові здібності чи C, обсяг короткочасної пам'яті (вимірюваний в бітах інформації) — це добуток Ck (в біт / сек), індивідуальної швидкості переробки інформації, на D (сек), тривалість сприйняття інформації в короткочасній оперативнії пам'яті, що означає тривалість запам'ятовування.
Звідси:
C (біт) = Ck (біт / сек) х D (сек)

## Соціальні кореляти фактора g
G має позитивну кореляцію з традиційними показниками успіху :
- академічною успішністю
- успішністю виконання робочих обов'язків
- кар'єрним престижем

негативну кореляцію із соціально осуджуваними явищами
- виключенням зі школи
- незапланованою вагітністю
- бідністю
- убогістю

Тести інтелекту, що вимірюють різні здібності, не мають більш високу прогностичну здатність, ніж фактор g.
Наукові публікації про відмінності в інтелекті, виявлені у різних етнічних груп, викликали громадські суперечки на дану тему.

## Ефект Флінна і фактор g
Ефект Флінна описує зростання показників IQ з плином часу. Не існує єдиної точки зору, чи викликає ріст показників IQ аналогічний підйом фактора g. До того ж дослідження останнього часу вказують на те, що показники IQ у розвинених країнах перестають рости. Статистичний аналіз результатів субтестів IQ припускає, що їхній внесок в ефект Флінна незалежний від фактора g.

## Протиріччя фактору g
Стівен Джей Гулд у своїх пізніх роботах висловив свої заперечення як щодо концепції фактора g, так щодо тестування інтелекту в цілому, що описано в його книзі «Неправильні вимірювання людини», яка викликала чималі суперечки.
- Деякі дослідники штучного розуму обстоюють точку зору, яка стверджує, що про науку про розумові здібності можна говорити як про «комп'ютеріонізм», і вона є «недоумкуватою і безглуздою», зазначаючи:«Тести розумових здібностей міряють відмінності у виконанні завдань, які скоро будуть робити за нас комп'ютеризовані механізми. Такі здібності не мають нічого спільного з геніальністю ».

Експерт в області інтелекту Говард Гарднер зазначає:
 Я не вірю, що існує один єдиний спільний талант, як його б не називали, інтелектом, креативністю чи фактором g. Я не розміщую таланти всередину людського головного мозку, воліючи витлумачувати всі досягнення, як взаємодію між розумовими потенціалами, з одного боку і ресурсами і можливостями, наданими навколишнім культурним середовищем, з іншого боку… Вся інтелектуальна і креативна робота виконується в рамках деякого роду соціальних дисциплін, ремесел чи організованої діяльності, званих компетенцією. Відповідно, немає сенсу говорити про людину, що вона взагалі талановита чи креативна.
Філіп Кітчер в 1985 році написав:
Багато вчених зараз переконані, що не існує єдиної міри інтелектуальних здібностей — ніякого загального інтелекту. Їхні припущення щодо концепції загального інтелекту ґрунтуються на думці про те, що різні інтелектуальні здібності не дуже добре корелюють між собою. Корисно продовжувати виставляти на загальний огляд міф про «загальний інтелект».